# Молекулярний гідрид
Молекулярний гідрид (англ. molecular hydride) — ковалентний гідрид з молекулярною структурою, утворений елементами р-блоку від 13 до 17 груп. ВіН3 термічно нестабільний, розкладається біля198 К, про властивості РоН2 відомо мало. Гідриди сірки, галогенів, азоту утворюються при взаємодії елементів з воднем. Інші — у реакціях відповідних солей металів з водою, водними кислотами, амоніаком, або з використанням боро- або алюмогідридів
ECl4 → LiAlH4 → ЕH4.
Більшість цих гідридів — леткі. Відомі також ряд молекулярних гідридокомплексних аніонів металів d-блоку.
Так, аніон [NiH4]4– є тетраедричним, [CoH5]4–, [IrH5]4–— піраміда з квадратною основою. Ці аніони, а також [FeH6]4–, [RuH6]4–, [OsH6]4–
є стабільними в складі солей лужноземельних металів.